# 15963 Koeberl
15963 Koeberl è un asteroide della fascia principale. Scoperto nel 1998, presenta un'orbita caratterizzata da un semiasse maggiore pari a 2,6766763 UA e da un'eccentricità di 0,1753882, inclinata di 13,25731° rispetto all'eclittica.